# Der schöne Karl
Der schöne Karl (Originaltitel: Downstairs) ist ein US-amerikanisches Filmdrama aus dem Jahr 1932 von Monta Bell mit John Gilbert in der Titelrolle sowie Paul Lukas und Virginia Bruce in weiteren Hauptrollen. Der Pre-Code-Film wurde von Metro-Goldwyn-Mayer produziert.

## Handlung
In Anerkennung ihrer jahrelangen Dienste richtet der österreichische Baron von Burgen die Hochzeit seines Butlers Albert mit der Magd Anna aus. Während des Empfangs der Hochzeitsgäste kommt der neu eingestellte Chauffeur Karl Schneider an, sehr zur Irritation der Gräfin de Marnac, einer seiner ehemaligen Arbeitgeberinnen, mit der er eine Affäre hatte. Bevor Albert und Anna in die Flitterwochen abreisen können, bittet der Baron Albert für den anderen Butler Françoise einzuspringen, der sich betrunken hat. Während Albert arbeitet, sucht Karl Anna auf. Seine Geschichte über seine traurige Kindheit rührt sie.
Die Baronin lässt sich von Karl nach Wien chauffieren und beginnt mit ihm ein Verhältnis. Als sie erst spät zurückkehren, erklärt die Baronin einen Unfall zum Grund. Karl erzählt Albert später die Wahrheit, der darauf besteht, dass Karl die Leute vom oberen Teil der Treppe (upstairs) mit Respekt behandelt, egal was sie tun. Beide Männer freunden sich an. In Anna sieht er eine kleine Schwester, die ihm aber eine Ohrfeige verpasst, als er sie zu küssen versucht. Der Köchin Sophie, mit der er eine Nacht verbrachte, erzählt er Geschichten über sich als illegitimen Königssohn, um Geld von ihr zu verlangen. Kurz darauf bietet er Anna einen Schmuckstein der Baronin an, den er gefunden, aber nicht zurückgegeben hat. Anna lehnt ab und kritisiert sein Verhalten gegenüber Sophie. Karl befestigt den Stein dennoch an Annas Halskette. Als die Baronin den Stein sieht, beschuldigt sie Anna des Diebstahls. Karl kommt hinzu, entlastet Anna und spielt auf ihr Verhältnis an. Die Baronin erzählt ihrem Mann – im Wissen, dass Albert das Gespräch hören kann –, Karl habe Anna Schmuck geschenkt und sei mit ihr in einen Skandal verwickelt. Sie beauftragt Albert mit der Neueinteilung des Personals, während sie und ihr Mann auf Reisen sind, entscheidet dann aber, Albert mitzunehmen. Der Butler fordert von Karl, sich von Anna fernzuhalten.
Karl gibt gegenüber Anna vor, dass Albert wolle, dass sie Zeit miteinander verbringen. Er führt sie zum Dinner aus und macht sie betrunken. Zu Hause erzählt er ihr, dass er sie liebe und mit ihr weggehen wolle. Die beiden beginnen ein Verhältnis. Wegen einer Verletzung des Barons kehrt die Gesellschaft wieder zurück. Am nächsten Morgen feuert Albert Karl. Gegenüber seiner Frau verhält er sich abweisend, so dass sie ihm die Affäre gesteht und ihn verlässt. Karl geht zur Baronin und erpresst seine Wiedereinstellung. Nun will Albert kündigen. Die Baronin bittet ihn, zu bleiben und erzählt ihm von ihrer Affäre mit Karl. Sie bittet Albert, seiner jungen und unerfahrenen Frau den Fehltritt zu verzeihen.
Abends sucht Sophie Karl auf. Sie gibt ihm ihre gesamten Ersparnisse, damit sie in Wien ein Kaffeehaus pachten können. Am nächsten Morgen packt Karl seine Sachen. Er will, dass Anna mit ihm kommt, die sich jedoch weigert. Es kommt zu einem heftigen Streit im Weinkeller, bei dem ein Flaschenregal zu Bruch geht. Albert kommt hinzu und geht auf Karl los. Auch der Baron kommt in den Keller und hält Albert zurück. Albert entschuldigt sich bei Karl, doch der Kampf entbrennt erneut, als er Karl aus dem Haus komplimentiert. Auf Annas Bitte hin interveniert der Baron ein weiteres Mal. Vor den Augen des Barons fordert Anna Karl auf, Sophie ihr Geld zurückzugeben. Albert schließt Anna in seine Arme.
Kurze Zeit später stellt sich Karl einer wohlhabenden Dame als Madames neuer Chauffeur vor.

## Produktion

### Hintergrund
Gedreht wurde der Film ab Anfang Januar 1932 in den MGM-Studios in Culver City.
Die Vorlage für das Drehbuch war eine Story des Hauptdarstellers John Gilbert, der die Filmrechte für einen Dollar an MGM verkaufte. In vielen Vorankündigungen wurde der Film beworben mit „starring Mr. und Mrs. Gilbert“, um aus der Ehe von John Gilbert und Virginia Bruce werbetechnischen Nutzen zu ziehen.

### Stab
Cedric Gibbons oblag die künstlerische Leitung. Verantwortlicher Toningenieur war Douglas Shearer. Benjamin Thau arbeitete als Casting Director.

### Besetzung
In kleinen nicht im Abspann erwähnten Nebenrollen traten Torben Meyer, Karen Morley und Dorothy Vernon auf.

## Veröffentlichung
Die Premiere des Films fand am 6. August 1932 in New York statt. In der Bundesrepublik Deutschland wurde er am 19. Mai 1992 im deutschen Fernsehen ausgestrahlt.

## Kritiken
Der Filmkritiken-Aggregator Rotten Tomatoes hat in einer Auswertung ein Publikumsergebnis von 73 Prozent positiver Bewertungen ermittelt.
Das Lexikon des internationalen Films schrieb: „Früher Tonfilm mit einem Star der Stummfilmzeit in der Hauptrolle, der sich zuvor bei der Produktionsfirma über schlechte Drehbuchvorlagen beschwert hatte und nun sein eigenes Buch verfilmen lassen konnte. Das thematisch ungewöhnliche Drama krankt jedoch an der allzu steifen Inszenierung, so daß allenfalls die Schauspieler in Erinnerung bleiben.“
Die Filmzeitschrift Cinema befand: „Stummfilmstar John Gilbert schrieb sich den Karl selbst auf den Leib. Gelungen.“